# صومعه وانک (تفلیس)
صومعه وانک (ارمنی: Թբիլիսիի հայոց վանք؛ انگلیسی: Vank Monastery, Tbilisi; انگلیسی: Church of the Holy Mother of God of the Mens Monastery) یا پاشاوانک (ارمنی: Պաշավանք؛ انگلیسی: Pashavank) یک کلیسا متعلق به کلیسای حواری ارمنی واقع در شهر تفلیس،  گرجستان می‌باشد. ساخت و ساز این ساختمان در سال میلادی؛ به پایان رسید. این بنا به سبک معماری ارمنی طراحی شده است.

## نگارخانه

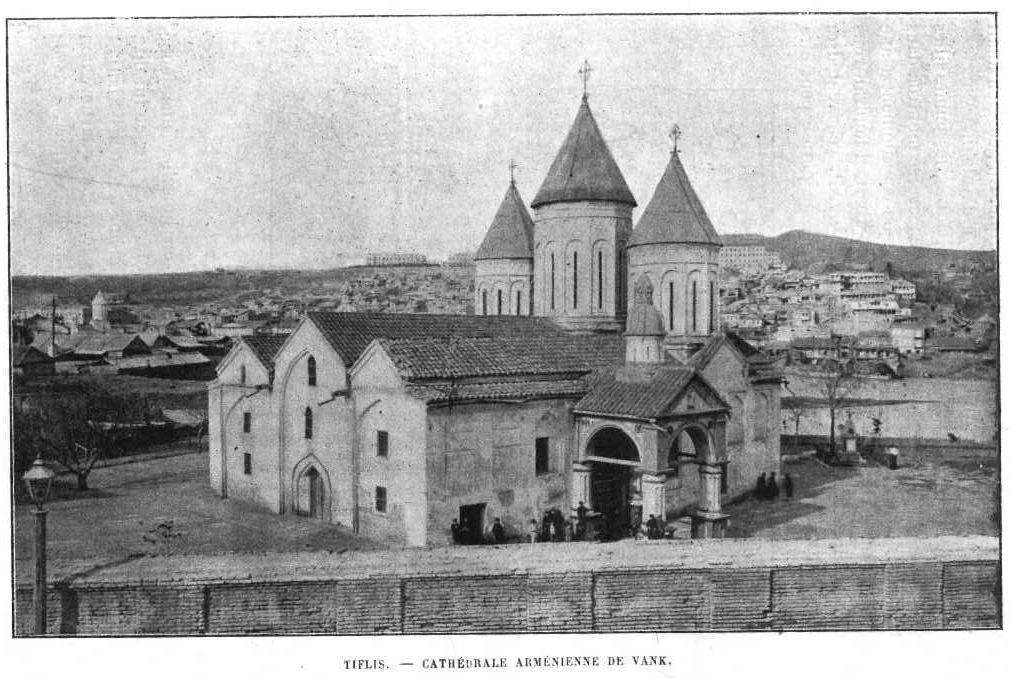
The Church of the Holy Mother of God, 1900.
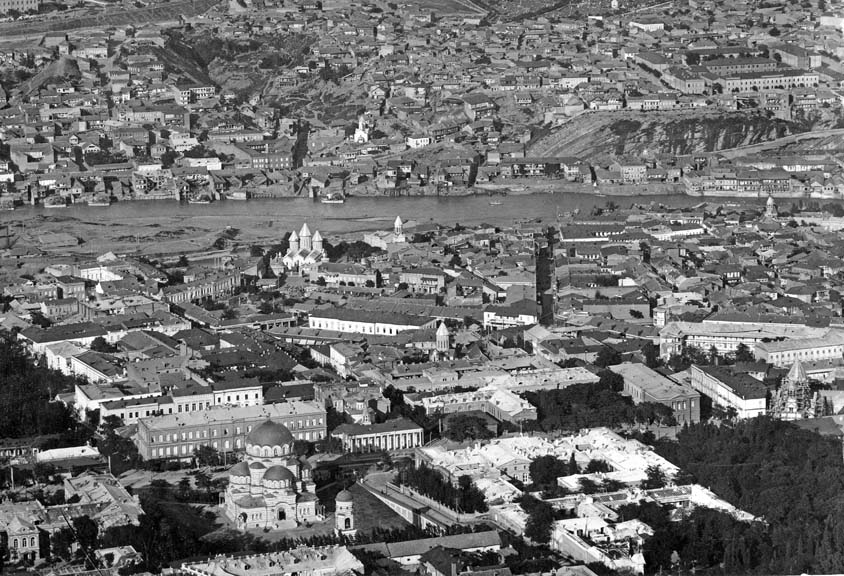
View of downtown Tbilisi, 1900 (the church of S. Astvatsatsin is to the left of center)
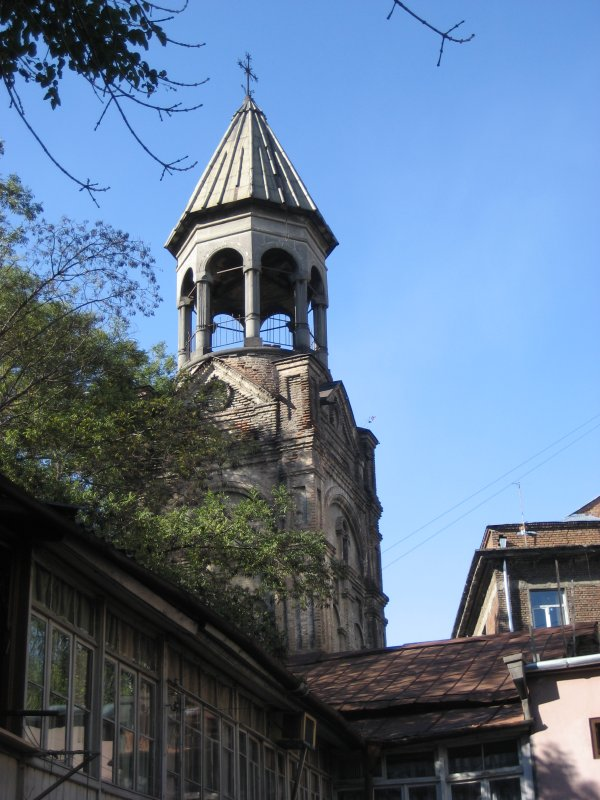
برج ناقوس در 3 Atoneli Street is all that remains of the complex
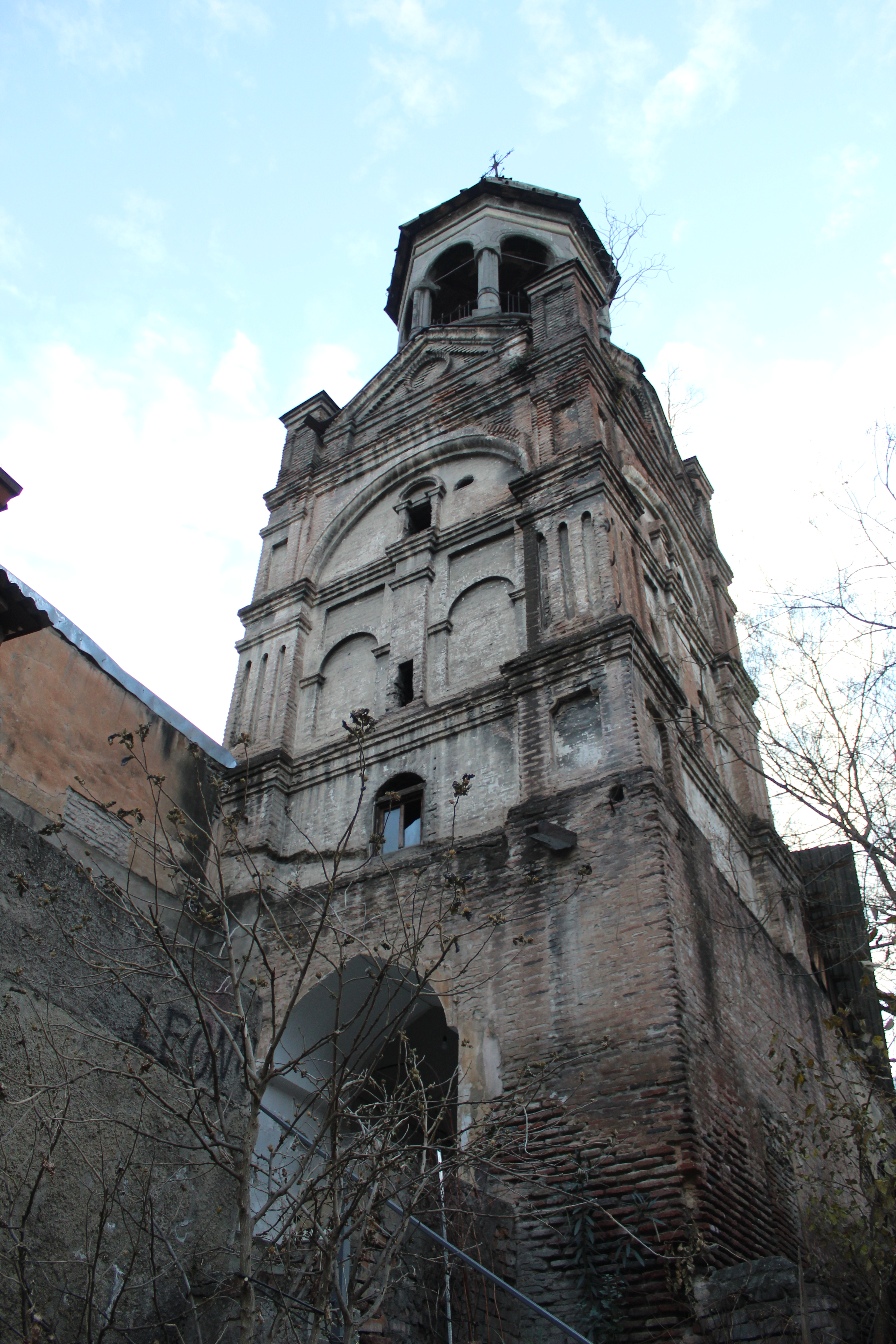
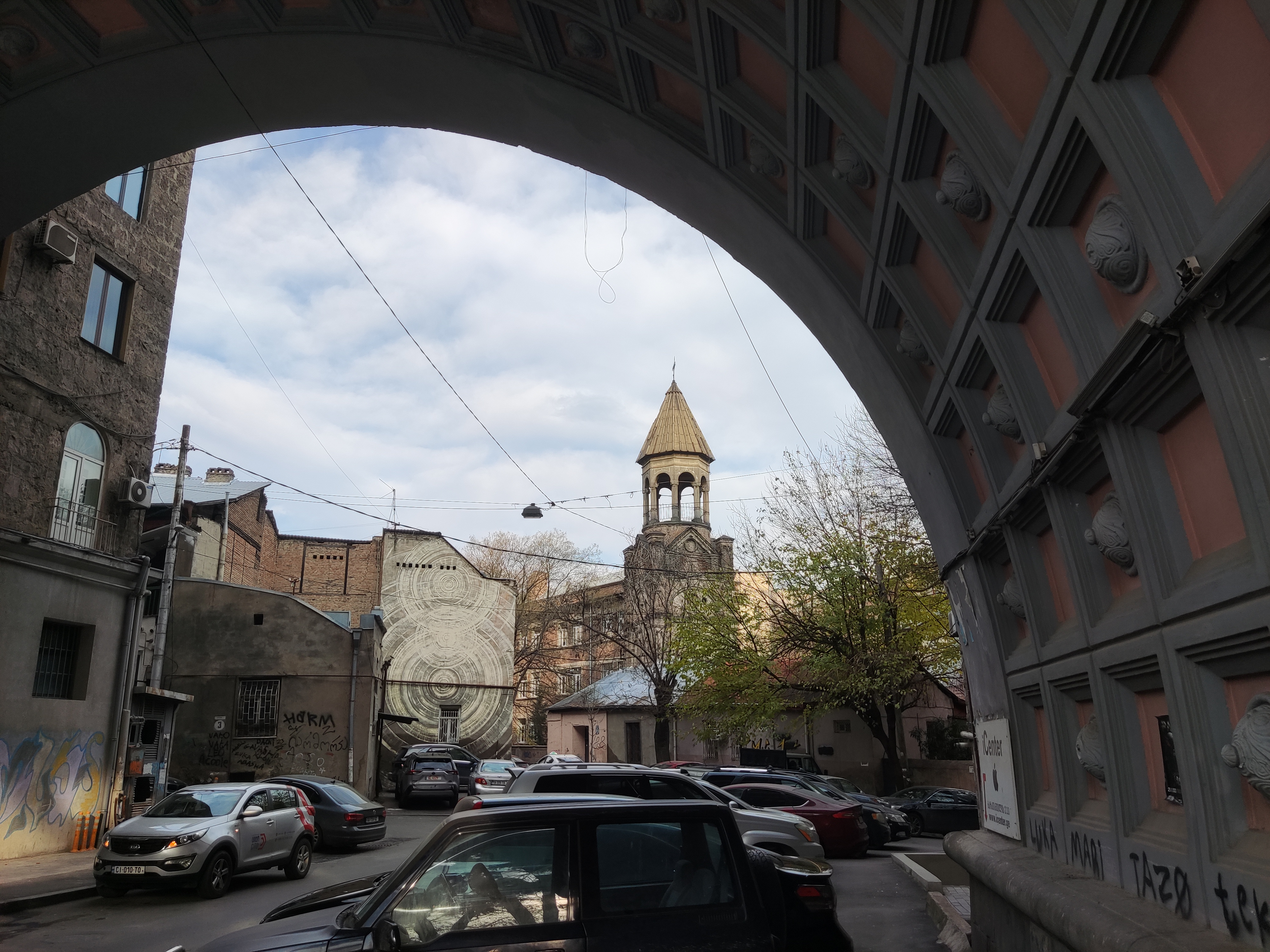
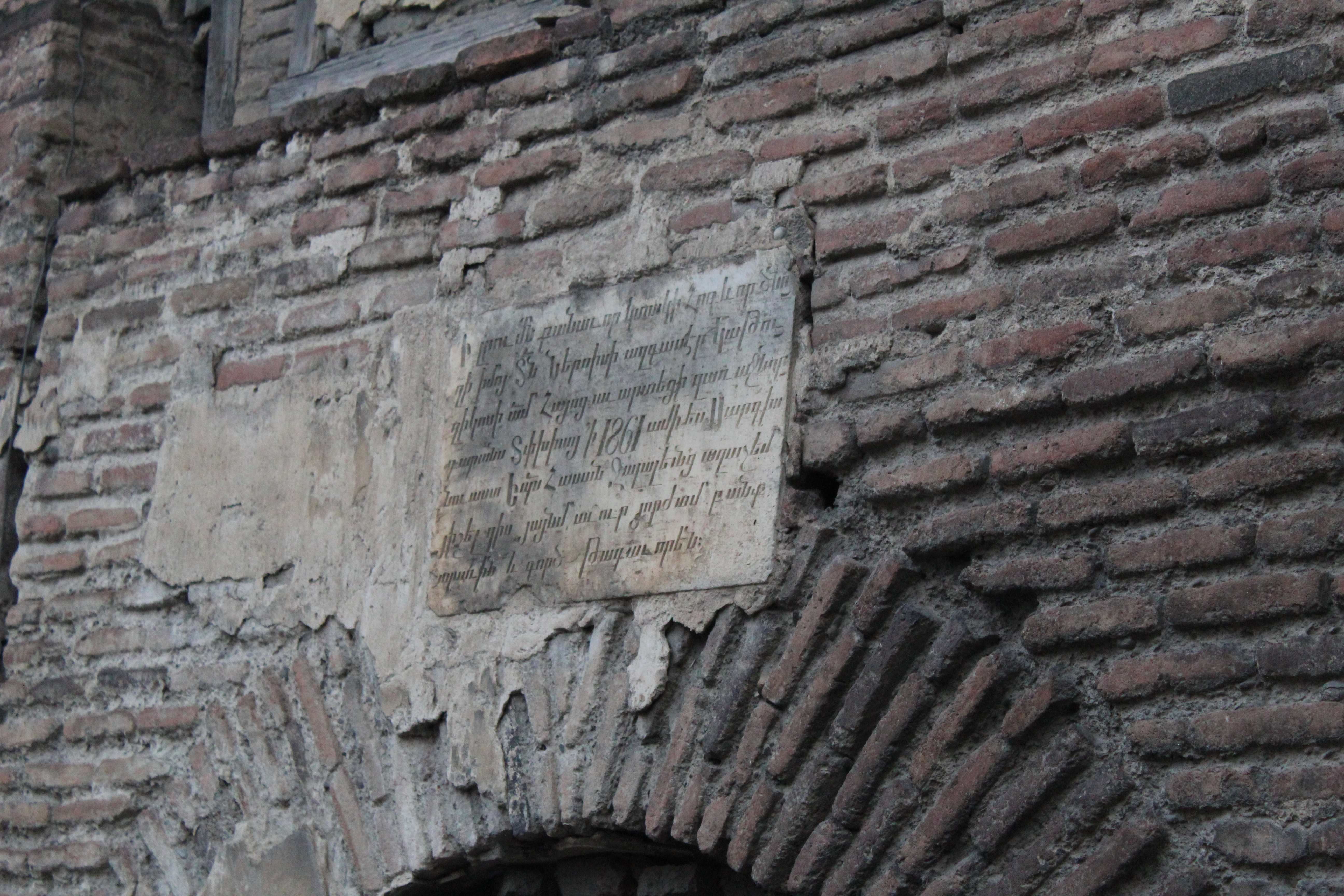
Bell tower inscription